# Zebrahead
Zebrahead est un groupe de punk rock américain, originaire de La Habra, dans le comté d'Orange, en Californie.

## Biographie

### Débuts (1996–1997)
Zebrahead est un groupe originaire de La Habra en Californie formé durant l'été 1996 par le chanteur et guitariste Justin Mauriello (ex-membre de Once There), le guitariste Greg Bergdorf (ex-membre de 409), le bassiste Ben Osmudson (ex-membre de 3-Ply) et le batteur Ed Udhus (ex-membre de 409). Le groupe, inspiré par des groupes tels que Fugazi et The Descendents, mêle alors différents styles musicaux, comme le punk rock, la pop punk et le ska punk. Le groupe se trouvera alors assez "banal" par rapport à la scène locale d'Orange County, et décide alors d'incorporer dans leur son des éléments de hip-hop en recrutant le rappeur Ali Tabatabaee en tant que co-chanteur. Leur première chanson composée est Check, qui sera ensuite incluse dans leur démo One More Hit exclusivement sur cassette, cassette qui sera distribuée peu de temps après,.

### Premiers albums (1998–2004)
Après avoir sorti leur EP Zebrahead (plus connu sous le nom Yellow) en avril 1998, Zebrahead signe avec la maison de disque Columbia Records. Ils sortent alors leur premier album studio, Waste of Mind en octobre 1998, suivi de leur deuxième album studio Playmate of the Year en août 2000. Cet album est l'occasion pour le groupe de s'associer à la revue Playboy en ayant eu le privilège de tourner le clip du single Playmate of the Year au manoir de Hugh Hefner. Le groupe sort ensuite au Japon l'EP Stupid Fat Americans en octobre 2001.
Zebrahead se dirige alors vers l'Europe pour promouvoir leurs deux premiers albums et feront plusieurs festivals (jusqu’à 250 dates dans l'année 2001). Ils y font les premières parties de groupes plus connus tels que Green Day, Reel Big Fish et The Offspring et partagent la scène avec Less Than Jake, Kottonmouth Kings, 311 et Goldfinger entre autres.

### MFZBetWaste of MFZB(2003–2005)
Cinq ans après avoir réalisé leur premier album, leur troisième album studio, MFZB (abréviation du fan club du groupe, Mother Fuckin' Zebrahead, Bitch), sort en octobre 2003. Cet album est le plus gros succès du groupe, notamment au Japon où il atteint la 9e place des charts japonais, grâce aux chansons Rescue Me, Hello Tomorrow, Into You et Falling Apart. Fort de ce succès au Japon, le groupe y donne plusieurs concerts en participant à divers festivals et sort en juillet 2004 exclusivement au Japon leur quatrième album studio, Waste of MFZB, qui contient comme son nom l'indique des chansons enregistrées lors des sessions d'enregistrement de MFZB et n'ayant pas été retenu sur l'album.
Waste of MFZB est le dernier enregistrement auquel participe le chanteur et guitariste Justin Mauriello. Il quitte le groupe fin 2004 et fonde un nouveau groupe plus orienté pop nommé I Hate Kate. Son départ frustrera de nombreux fans du groupe car le duo de chanteur Mauriello/Tabatabaee était caractéristique du style de Zebrahead. Zebrahead recrute en remplacement de Mauriello un nouveau chanteur/guitariste en la personne de Matty Lewis, ex membre de Jank 1000.

### Nouveau départ avec Matty Lewis (2006–2008)

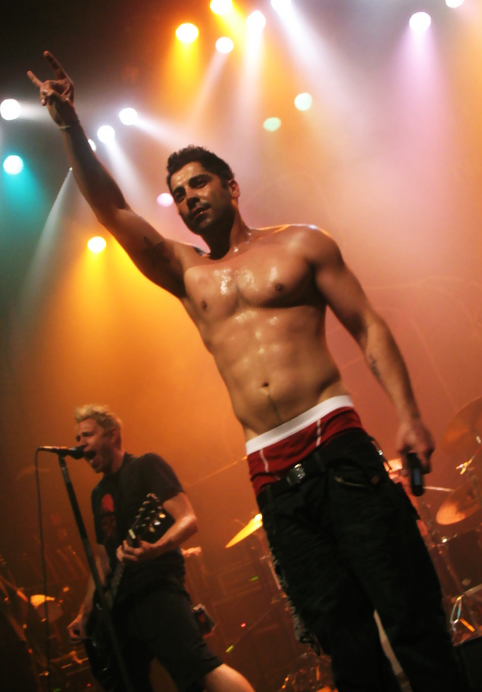
Ali Tabatabaee.

Avec sa nouvelle formation, le groupe sort leur cinquième album studio, Broadcast to the World, en février 2006 au Japon, en juillet 2006 en Europe et en octobre 2006 en Amérique du Nord. L'album connait de nouveau un important succès commercial au Japon en atteignant la 10e place des charts. Le groupe promeut cet album avec la tournée intitulée Broadcast to the World Tour entre fin 2006 en Europe et début 2007 aux États-Unis. Ils jouent au Download Festival au Royaume-Uni, et au Warped Tour aux États-Unis.
Grâce à la notoriété du groupe, les deux chanteurs Ali Tabatabaee et Mattys Lewis sont appelés par Sega pour l'enregistrement du titre His World, thème principal du jeu Sonic the Hedgehog.
Après deux mois d'écriture pour leur septième album, Zebrahead revient en Europe en mai 2007 avec MxPx, et pour une tournée britannique en tête d'affiche. Zebrahead revient au Royaume-Uni en octobre 2007 pour la tournée Get Happy Tour annuelle aux côtés de groupes comme Army of Freshmen, The Bloodhound Gang et Bowling for Soup. Le groupe continue d'écrire son nouvel album, des démos sont enregistrées et données à Jason Freese. Zebrahead commence ensuite les enregistrements en mars 2008, avec Howard Benson.
Zebrahead annonce ensuite le titre de l'album, Phoenix, et sa date de sortie pour l'été 2008. Ils publient Not the New Album EP un jour avant la sortie de l'album au Japon. En juin, Zebrahead revient en tournée britannique et joue aux festivals Download, Leeds Slam Dunk et Greenfield, avant de tourner en Europe et au Japon pour le reste de l'année. Une tournée américaine est annoncée, mais Matty Lewis tombe malade et le groupe se doit d'annuler sa tournée pour préserver la voix de son chanteur.

### Panty RaidetGet Nice!(2009-2013)
En 2009, Zebrahead sort un album de reprises, Panty Raid. Les reprises sont en grande partie issues d'artistes pop et R&B comme Jennifer Lopez, Mariah Carey, Destiny's Child ou Fergie, mais sont aussi issues d'artistes plus orienté rock comme Avril Lavigne (Girlfriend), et Pink.
Le groupe se produit en France le 23 avril 2010 dans la salle Glazart à Paris. Get Nice!, leur huitième album studio, est sorti en juillet 2011. En juillet 2012, Zebrahead annonce être dans l'écriture d'un nouvel album, prévu pour août 2013. Le groupe confirme en juin 2013 le titre de l'album, Call Your Friends. La couverture de l'album sera de couleur différente, selon le pays de l'acheteur. Vers la fin du mois, Greg Bergdorf annonce, à partir de FaceBook, qu'il quitte le groupe, dans le but de passer plus de temps avec sa famille. Il est remplacé par Dan Palmer de Death by Stereo.

### Walk the Plank(depuis 2014)
Zebrahead utilise PledgeMusic pour faire un appel aux dons afin de financer leur DVD live Way More Beer, filmé et enregistré en 2014. Zebrahead effectue une brève tournée américaine avec MxPx et Allister à Joliet, dans l'Illinois. Le groupe annonce la sortie de sa compilation Greatest Hits? – Volume 1 pour célébrer ses 20 ans depuis sa formation, exclusivement publiée le 11 mars 2015 au Japon. L'album comrpend la nouvelle chanson Devil on My Shoulder et plusieurs chansons réenregistrées. L'édition internationale de l'album est publiée le 21 avril 2015 sous le titre The Early Years – Revisited.
Zebrahead publie la chanson Save Your Breath le 28 août 2015 issu de leur douzième album Walk the Plank, qui est publié le 7 octobre.

## Style musical
Le groupe tombe sous les catégories musicales punk rock,, pop punk,, rap rock,, rap metal,, rapcore,, et rock alternatif,.

## Membres

### Membres actuels
- Ali Tabatabaee - rap (depuis 1996)
- Ben Osmundson - basse (depuis 1996)
- Ed Udhus - batterie, percussions (depuis 1996)
- Dan Palmer - guitare solo (depuis 2013)
- Adrian Estrella - chant, guitare rythmique (depuis 2021)

### Anciens membres
- Justin Mauriello - chant, guitare rythmique (1996-2004)
- Greg Bergdorf - guitare solo (1996-2013)
- Matty Lewis - chant, guitare rythmique (2005-2021)

## Discographie

### Albums studio
- 1998 : Yellow
- 1998 : Waste of Mind
- 2000 : Playmate of the Year
- 2003 : MFZB
- 2004 : Waste of MFZB
- 2006 :  Broadcast to the World
- 2008 : Phoenix
- 2009 : Panty Raid (album de reprise)
- 2011 : Get Nice!
- 2013 : Call Your Friends
- 2015 : Walk the Plank
- 2019 : Brain Invaders

### Démo et EP
- 1996 : One More Hit (démo)
- 1998 : Zebrahead (EP)
- 2001 : Stupid Fat Americans (EP)
- 2008 : Not the New Album EP (EP)
- 2022 : III (EP)
- 2022 : III ichi go na ni Japan edition (EP)
- 2023 : II (EP)
- 2023 : I (EP)